# Дэвис, Марк (епископ Шрусбери)
Марк Дэвис (англ. Mark Davies; род. 12 мая 1959, Манчестер, Великобритания) — католический прелат, епископ Шрусбери.

## Биография
Марк Дэвис родился 12 мая 1959 года в городе Манчестер, Великобритания. После получения среднего образования учился в Даремском университете.
11 февраля 1984 года, получив богословское образование в семинарии, был рукоположён в священники, после чего служил викарием в различных приходах. С января 1988 по декабрь 1992 года личный секретарь епископа Солфорда Патрика Келли. С января 2003 по февраль 2009 года генеральный викарий Солфорда.
22 декабря 2009 года Римский папа Бенедикт XVI назначил его вспомогательным епископом Шрусбери. 22 февраля 2010 года рукоположён в епископы.
1 октября 2010 года назначен ординарием епархии Шрусбери.